# Antoine de Challant
Antoine de Challant (Saboia, cerca de 1350 – Castelo de Bulle, 4 de setembro de 1418) foi um pseudocardeal saboiano da Igreja Católica, que foi administrador apostólico de Tarentaise.

## Biografia
Filho de Aymon II de Challant, senhor de Fênis, Ussel e Saint-Marcel, e Fiorina Provana, do senhorio de Leynì, era membro do ramo Fênis da família Challant. Doutorou-se em Direito pela Universidade de Orléans. Seus inimigos sempre o acusaram de ser um ignorante.
O prestígio de sua família e o a generosidade que os papas de Avinhão sempre demonstraram para com o clero dos Estados de Sabóia foram fatores importantes para o sucesso de sua carreira eclesiástica. Assim, foi nomeado arquidiácono de Reims no final de 1388 e arquidiácono de Chartres em 1394. Foi ainda prior commendatario de Santa Maria de Payerne. Entre 29 de dezembro de 1402 a 30 de junho de 1404 foi chanceler do condado de Sabóia, quando o duque de Saboia nomeou Guillaume de Challant, irmão de Antoine e abade de Saint-Michel de la Cluse, como chanceler. Foi nomeado conselheiro do condado de Sabóia e seu procurador para todos os litígios e assuntos, em 26 de janeiro de 1403.
Foi criado cardeal pelo Papa de Avinhão Bento XIII no Consistório de 9 de maio de 1404, em Avinhão, recebendo o título de cardeal-diácono de Santa Maria em Via Lata.  Ele foi promovido ao cardinalato em gratidão ao conde Amadeu VIII de Saboia pela resistência deste último em abandonar a obediência do papa Bento XIII.
Nomeado administrador da Arquidiocese de Tarentaise em 1 de junho de 1404, tomou posse em 23 de setembro de 1405 e delegou a administração a um vigário-geral. Ele se juntou ao antipapa, que após a fuga de Avinhão em março de 1403, estava nas propriedades do conde de Provenza. Em abril de 1406, foi enviado à corte francesa para se opor ao pedido de renúncia do papa e do antipapa; ele não foi recebido até 29 de abril de 1406 e falhou em sua missão, deixando Paris no verão e esteve com o antipapa em Nice em 12 de outubro de 1406. Em 1407, foi com o antipapa encontrar-se com o Papa Gregório XII no Porto Venere, mas a reunião não ocorreu.
Em maio de 1409, nove dos doze cardeais do Papa Gregório XII o abandonaram e foram para Pisa. O antipapa Bento XIII enviou quatro de seus pseudocardeais, entre eles Antonio Challant, para organizar uma reunião entre ele e os cardeais dissidentes; uma vez que as autoridades florentinas impediram os avinhoneses de passar por Livorno, eles se juntaram lá no final de maio com quatro dos cardeais romanos. As discussões entre os avinhoneses e o Colégio Romano pareciam nascer de um projeto que um concílio poderia se reunir sem o consentimento prévio do antipapa Bento XIII. Este último, mal informado sobre as verdadeiras intenções dos cardeais expressas aos negociadores testemunhas de sua satisfação, mas a notícia chegou a Livorno em 5 de junho de 1408, que a França havia tomado contra o antipapa Bento XIII e seus partidários ficaram com medo de serem presos. O pseudocardeal Challant, o único entre os cardeais, em 11 de junho de 1408, partiu repentinamente para Porto Venere, onde informou o antipapa sobre o status das negociações e da necessidade de sua segurança, para abandonar a Itália, onde bastava procuradores e promotores como representantes nas discussões que continuariam em Livorno entre seus cardeais e os do Papa Gregório XII.

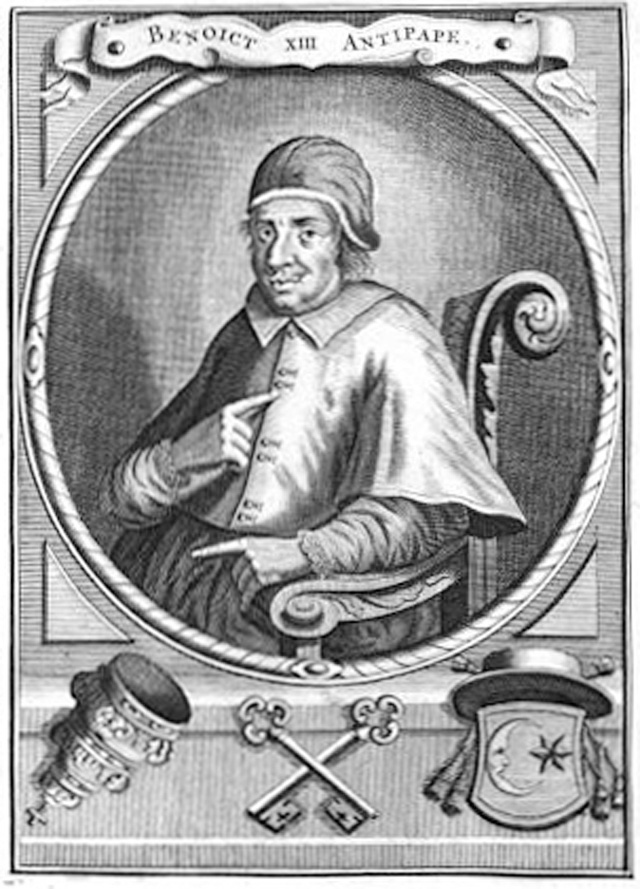
O Papa de Avinhão Bento XIII.

Em 16 de junho de 1408, o antipapa Bento XIII, acompanhado pelo pseudocardeal Challant e três outros pseudocardeais, deixou Porto Venere depois de convocar um Concílio em Perpignan para o Dia de Todos os Santos. Os dois colégios de cardeais permaneceram na Itália e decidiram se unir em 29 de junho de 1408. Em 20 de outubro de 1408, a Universidade de Paris incluiu Challant em uma lista de onze suspeitos de heresia cujos benefícios deveriam ser aproveitados, aplicando as decisões de um Concílio nacional reunido em Paris no verão; apesar de tudo isso, o pseudocardeal ainda perseverou na defesa do antipapa Bento XIII, e se juntou a ele e aos cardeais Ludovico Fieschi e Jean Flandrin e emitiu a convocação para o concílio que deveria ser aberto em Pisa em 25 de março de 1409.
Ele estava em Perpignan com o antipapa Bento XIII em 24 de julho de 1408 e participou do Concílio de Perpignan, que ocorreu de 15 de novembro daquele ano a 26 de março de 1409. No Concílio de Perpignan, ele leu nas primeiras sete sessões de uma longa memória histórica, destinada a colocar o pontificado de Bento XIII em sua verdadeira luz. Em fevereiro de 1409, quando as fileiras em torno do antipapa já haviam diminuído, Challant ainda estava entre os membros da comissão, reduzida a uma dúzia de pessoas, redigindo a moção final. O documento, apresentado em 1 de fevereiro de 1409, pedia ao antipapa Bento XIII em termos firmes que se envolvesse na via cessionis (renunciar à dignidade papal). O antipapa murmurou e sua resposta foi rápida, mas ficou claro que ele não tinha intenção de concordar com o Concílio de Pisa sobre o eleição de um novo papa. Challant sentiu-se ameaçado e deixou Perpignan em março de 1409.
Ele chegou a Saboia, e lá conseguiu convencer o clero, e especialmente o conde, Amadeu VIII (futuro antipapa Félix V), a se juntar ao Concílio de Pisa. Ele chegou a Pisa vindo de Saboia em 7 de junho de 1409 e ingressou no Concílio em 10 de junho. Ele foi imediatamente reintegrado na plenitude de seus direitos cardinalícios graças à intervenção do cardeal Niccolò Brancaccio.

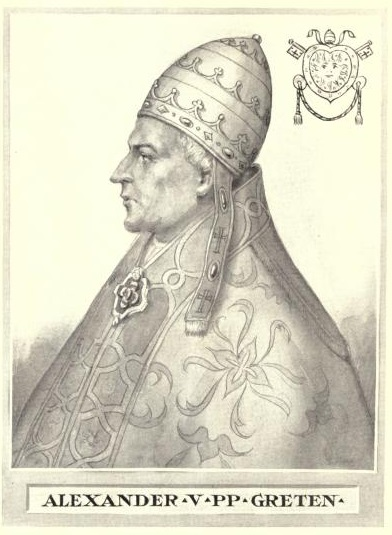
O Papa Alexandre V de Pisa.

Com a eleição do antipapa Alexandre V, se juntou à obediência do antipapa. Após a eleição do novo antipapa, ele obteve não apenas a devolução de alguns benefícios (7 de julho de 1409), mas também as reservas do priorado beneditino de Moutiers na diocese de Auxerre (13 de novembro de 1409). No fim do Concílio, ele leu os decretos e proclamou seu encerramento em 7 de agosto de 1409.
Depois da eleição do Antipapa João XXIII, se juntou à sua obediência. Em 1410, ele foi nomeado gerente da Câmara Apostólica no lugar de Camerlengo François de Conzié, que não havia deixado Avinhão. Núncio na França em 1411. Optou pela ordem dos cardeais-presbíteros e o título de Santa Cecília em 19 de março de 1412. Neste mesmo dia, recebeu a ordenação presbiteral do Antipapa João XXIII.
Ele participou do Concílio convocado a Roma pelo Papa João XXIII no início de 1413. Em 15 de maio de 1413, ele recebeu de João XXIII a bula para uma missão na Inglaterra e na Escócia, com poderes muito amplos. Esta missão chegou ao fim muito em breve, porque já no em outubro, Challant foi a Como na companhia do pseudocardeal Francesco Zabarella para se encontrar com o rei dos romanos, Sigismundo (futuro imperador), de quem dependia o destino do antipapa João XXIII, banido de Roma no início de junho; eles partiram de Florença em 6 de setembro de 1413 e sua missão também era discutir com o rei o lugar para o celebração do futuro concílio. Durante a reunião, foi decidido que o futuro concílio seria aberto em Constança em 1 de novembro de 1414, uma escolha que o antipapa João XXIII ratificou em dezembro.

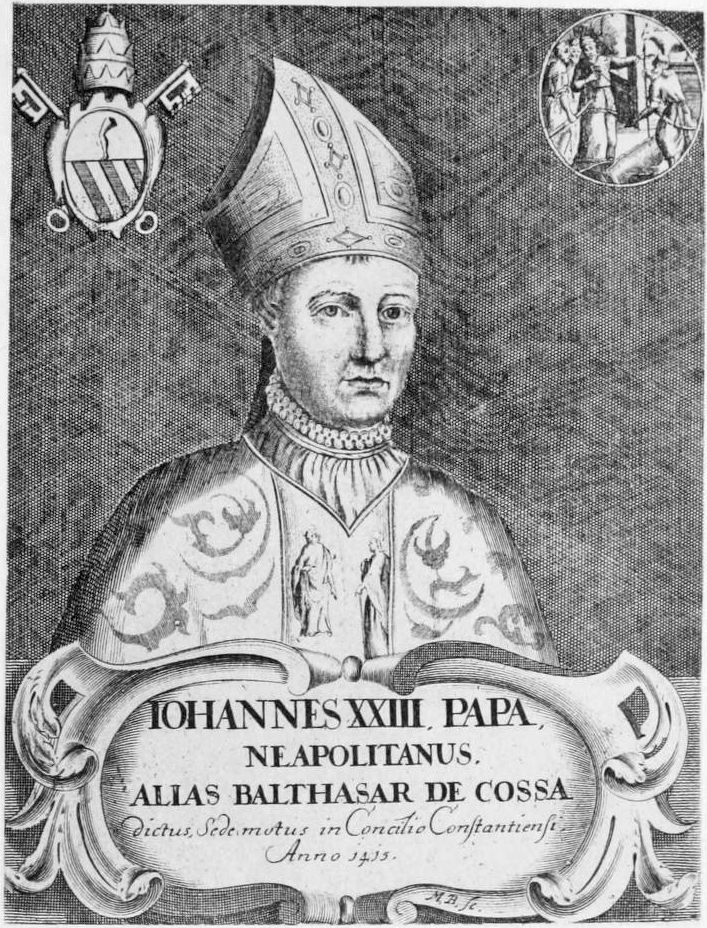
Papa de Pisa João XXIII.

Em janeiro de 1415, ele se opôs que o Concílio recebesse o cardeal Giovanni Dominici, representante do Papa Gregório XII. Quando o Antipapa João XXIII fugiu de Constança (noite de 20 para 21 de março de 1415), ele hesitou em se separar dele e, na companhia de seu irmão Guillaume, foi visitá-lo em Schaffhausen. Em 29 de março, o papa fugiu novamente; Challant então alcançou os outros cardeais que, por condenarem João XXIII exercia agora uma influência moderadora sobre a assembleia conciliar. Ele não participou do processo de instrução contra o Antipapa João XXIII; uma testemunha acusou-o de ter favorecido por dinheiro a eleição do antipapa, que mais tarde lhe daria, em gratidão, o bispado de Aosta à Oger Morizet, de Saboia. Isso não impediu Challant de fazer parte da delegação de cardeais que foi apresentar ao pontífice as acusações e exortá-lo a nomear procuradores para submeter ao Concílio a sua renúncia. No decorrer do processo contra o antipapa Bento XIII, ele teve menos escrúpulos e foi chamado como testemunha contra o homem que o havia feito cardeal. Em 17 de junho de 1415, ele teve um encontro pessoal com o rei dos romanos, que queria impor sua autoridade eclesiástica aos eclesiásticos para o bom andamento do Concílio. O resto de suas ações coincidiu com a de todo o Sacro Colégio.
Com a eleição do Papa Martinho V em 11 de novembro de 1417, ele foi nomeado, juntamente com os cardeais Branda Castiglione e Alamanno Adimari, como um dos conselheiros do novo pontífice. Em 19 de abril de 1418, ele leu durante a sessão geral conciliar o decreto de convocação de um futuro concílio e no dia 22, o decreto de encerramento da assembleia e a proclamação de Indulgências. Em seguida, ele deixou Constança com o papa e a Cúria Romana a caminho de Genebra. No ano seguinte, ele acompanhou o papa a Lausanne. No verão de 1418, ele foi para Bulle agora no Cantão de Friburgo, para descansar, provavelmente com seu irmão, então bispo de Lausanne.
Morreu estando no Castelo de Bulle em 4 de setembro de 1418, sendo enterrado na Catedral de Lausanne em 13 de setembro seguinte.

### Conclaves
- Conclave de 1409 - participou da eleição do Antipapa Alexandre V
- Conclave de 1410 - participou da eleição do Antipapa João XXIII
- Conclave de 1417 - participou da eleição do Papa Martinho V